# Албрехт II фон Регенщайн
Албрехт II фон Регенщайн (на немски: Albrecht II von Regenstein; * ок. 1293; † между 4 януари 1347/1349 и 25 юли 1351 при Данщет) от фамилията Регенщайн е граф на Регенщайн при Бланкенбург в Харц. За него фалшиво се казва, че е граблив рицар.

## Биография
Той е син на граф Улрих III фон Регенщайн-Хаймбург († 1322/1323) и съпругата му принцеса София фон Анхалт-Ашерслебен († сл. 1308), дъщеря на княз Ото I фон Анхалт. Внук е на граф Албрехт I фон Регенщайн и София фон Липе.
През пролетта 1336 г. Албрехт II има конфликт с епископа на Халберщат, заради наследството на графство Фалкенщайн в Харц. Той напада Кведлинбург и окупира Нойщат. През 1349 г. е убит при Данщет от атентатор, подтикван от епископ Албрехт II фон Халберщат.

## Фамилия
Първи брак: сл. 1319 г. за графиня Ода фон Фалкенщайн-Валкенщайн († сл. 1319), внучка на Фридрих II фон Фалкенщайн, дъщеря на граф Ото IV фон Фалкенщайн-Арнщайн († 1328) и Луитгард фон Арнщайн († сл. 1332). Те имат един син:
- Улрих V († 1353)

Втори брак: пр. 1337 г. за принцеса Юта (Юдит) фон Анхалт-Цербст (* 1316), дъщеря на княз Албрехт I фон Анхалт-Цербст († 1316) и втората му съпруга Агнес фон Бранденбург († 1329), дъщеря на маркграф Конрад от Бранденбург-Стендал. Те имат децата:
- Ирмгард фон Регенщайн (* ок. 1350; † 1403), омъжена I. за граф Герхард III фон Байхлинген-Ротенбург, II. за Хайнрих VII фон Глайхен-Хаймбург (* ок. 1360)
- София фон Регенщайн (* 1328; † сл. 10 декември 1386), омъжена за Валтер II фон Дорщат (* ок. 1335; † сл. 1404)
- Бухард фон Регенщайн
- Бернхард II фон Регенщайн (* ок. 1341; † ок. 1370), граф на Хаймбург, женен за Регинхилд фон Волденберг (* ок. 1345) или за Магда фон Плауен
- Албрехт III фон Регенщайн (* ок. 1340; † 1365/1382)

## Албрехт фон Регенщайн като литературна фигура
- Готфрид Август Бюргер, Der Raubgraf
- Теодор Фонтане, Cécile
- Юлиус Волф, Der Raubgraf
- Gerhard Beutel, Der Stadthauptmann von Quedlinburg, Verlag Neues Leben, Berlin, DDR, 1972 (Jugendbuch), ISBN 978-3-355-00418-3